# لری بالاگریوه‌ای
لری بالاگِریوِه‌ای یکی از گویش‌ های مستقل زبان لری در استان لرستان ،خوزستان،ایلام است. بیشترین گویش‌وران این گویش زبان لری از ایل بالاگریوه ساکن در پلدختر، اندیمشک، جنوب خرم‌آباد، دورود، ازنا، شوش، دره شهر، کوهدشت و … ساکن می‌باشند.ایلات دریکوند ، پاپی ، جودکی ، رشنو ، دیناروند ، ساکی ، کوشکی به این زبان سخن میگویند ، لری بالاگریوه ای به لری بختیاری شباهت های بسیاری دارد ، این گویش خود گویشی مستقل از زبان لری است .
گویش بالاگریوه‌ای از گروه لری و مرکز اصلی جنوب غرب ایران است.
دانشنامه ایرانیکا زبان لری را به دو دسته لری شمالی و جنوبی تقسیم کرده‌است و رودخانه دز را به نوعی مرز دو دسته لری شمالی و جنوبی قرار داده‌است که در این تقسیم‌بندی گویش بالاگریوه ای گویشی مستقل از زبان لری است که به لری بختیاری و لری خرم‌آبادی شباهت بسیار دارد.گویش‌های مختلف آن شاخه‌ای از گویش‌های ایرانی جنوب غربی  است.

## جغرافیا
لرستان: شهرستان‌های، رومشکان، خرم‌آباد، پلدختر، دورود، کوهدشت و بخش‌هایی از الشتر و بروجرد
ایلام:شهرستان‌های، دره شهر، دهلران، آبدانان.
خوزستان:اندیمشک، شوش، دزفول.

## قواعد و دستور زبان

### افعال
در لری بالاگریوه‌ای، نشانه ((می)) برای افعال مضارع اخباری و استمراری و ماضی استمراری و مستمر وجود ندارد. مثال:
فارسی: می‌زَنَم (مضارع اخباری) - می‌زَدَم (ماضی استمراری یا مستمر)
لری خرم‌آبادی: می‌زِنِم (مضارع اخباری) - می‌زَم (ماضی استمراری یا مستمر)
لری بختیاری: ایزنُم (مضارع اخباری) - ایزَدُم (ماضی استمراری یا مستمر)
لری بالاگریوه‌ای: زِنم (مضارع اخباری یا استمراری) - زَم (ماضی استمراری یا ساده یا مستمر)
- ساختار فعل مضارع استمراری در لری بالاگریوه‌ای:

ها + فعل مضارع اخباری (= مضارع استمراری) + ضمیر
مثال ==> فارسی: دارم می‌شنوم
لری بالاگریوه‌ای :ها + اِشنو + اِم =ها اِشنواِم

## معنی چند کلمهٔ بالاگریوه‌ای
| فارسی معیار                          | لری بالاگریوه‌ای |
| ------------------------------------ | --------------- |
| گنجشک                                | مِلیچه           |
| غروب                                 | ایواره          |
| آفتاب                                | اَفتاو           |
| خانه                                 | مالگَه_هونه      |
| باران                                | بارو            |
| چشم                                  | تیه             |
| چرا؟                                 | سی چیِه؟         |
| سنگ                                  | بَرد             |
| بالا                                 | وارو            |
| پایین                                | حار             |
| کسی را روی کول گذاشتن                | قِلِن شوو گِرِتَ     |
| مادر                                 | دا              |
| مادربزرگ                             | نِنِه             |
| پدر                                  | بُوِه             |
| پدربزرگ                              | پاپا            |
| کسی که تازه با چیزی آشنا شده (ندیده) | نِئی وِدی         |
| دایی                                 | حالو            |
| خاله                                 | هاله            |
| عمه                                  | کِچی             |
| عمو                                  | تاتِه            |
| کُنج                                  | سیک             |
| خواهر                                | دَدَ، خوهَر        |
| برادر                                | گیه، گَگَه        |
| آن طرف                               | وولا، اُولا      |
| الان                                 | ایسِه            |
| آبشار                                | تاف             |
| قبل                                  | وِرَز             |
| کاسه                                 | جوم             |
| ستاره                                | آسارِه           |
| انداخت، زاده                         | وَن              |
| پسر عمو                              | عاموزا، تاتِه زا |
| پنجره                                | نیم دری         |
| لیوان                                | گیلاس           |
| چاقو                                 | رونجه           |
| عمو                                  | عامو،تاته       |
| باد و خاک                            | باد طوس         |